# Campeonato Sudamericano de Natación de 2004
El Campeonato Sudamericano de Natación 2004 o Campeonato Sudamericano de Primera Fuerza de Deportes Acuáticos, se celebró en Maldonado, Uruguay entre el 25 y 28 de marzo de 2004. Fue un evento organizado por la Confederación Sudamericana de Natación (CONSANAT). Las competencias tuvieron lugar en la piscina del Campus Municipal de Maldonado.
La competición fue avalada por la FINA como evento clasificatorio para los Juegos Olímpicos de Atenas 2004.

## Resultados en natación

### Masculino
| Evento                      | Oro                                                                                      | Plata                                                                                           | Bronce                                                                                        |
| --------------------------- | ---------------------------------------------------------------------------------------- | ----------------------------------------------------------------------------------------------- | --------------------------------------------------------------------------------------------- |
| 50 m libre Detalle          | Jader Souza · Brasil · 22.93.                                                            | Luis Rojas · Venezuela · 22.96.                                                                 | Julio Santos · Brasil · 23.15.                                                                |
| 100 m libre Detalle         | Luis Rojas · Venezuela · 50.22.                                                          | Jader Souza · Brasil · 50.61.                                                                   | Gustavo Borges · Brasil · 51.11.                                                              |
| 200 m libre Detalle         | Rodrigo Castro · Brasil · 1:52.79.                                                       | Giancarlo Zolezzi · Chile · 1:53.40. · Albert Subirats · Venezuela · 1:53.40.                   |                                                                                               |
| 400 m libre Detalle         | Felipe May · Brasil · 3:54.92.                                                           | Juan Martin Pereyra Argentina 3:57.82.                                                          | Giancarlo Zolezzi · Chile · 3:59.91.                                                          |
| 800 m libre Detalle         | Juan Martin Pereyra Argentina 8:12.37.                                                   | Giancarlo Zolezzi · Chile · 8:12.62.                                                            | Luiz Lima · Brasil · 8:16.14.                                                                 |
| 1500 m libre Detalle        | Luiz Lima · Brasil · 15:42.16.                                                           | Juan Martin Pereyra Argentina 15:43.98.                                                         | Bruno Bonfim · Brasil · 16:05.61.                                                             |
| 50 m espalda Detalle        | Eduardo Germán Otero Argentina 26.57.                                                    | Paulo Machado · Brasil · 27.16.                                                                 | Alexandre Massura · Brasil · 27.29.                                                           |
| 100 m espalda Detalle       | Eduardo Germán Otero Argentina 56.36 .                                                   | Alexandre Massura · Brasil · 58.04.                                                             | Paulo Machado · Brasil · 58.32.                                                               |
| 200 m espalda Detalle       | Rogério Romero · Brasil · 2:02.02.                                                       | Lucas Salatta · Brasil · 2:05.02.                                                               | Omar Pinzón · Colombia · 2:06.20.                                                             |
| 50 m pecho Detalle          | Eduardo Fisher · Brasil · 29.26.                                                         | Walter Arciprete Argentina 29.31.                                                               | Felipe Santos · Brasil · 29.42.                                                               |
| 100 m pecho Detalle         | Eduardo Fisher · Brasil · 1:03.63.                                                       | Walter Arciprete Argentina 1:04.47.                                                             | Ramiro Palmar · Venezuela · 1:05.17.                                                          |
| 200 m pecho Detalle         | Eduardo Fisher · Brasil · 2:18.66.                                                       | Leopoldo Andara · Venezuela · 2:24.68.                                                          | Ramiro Palmar · Venezuela · 2:25.29.                                                          |
| 50 m mariposa Detalle       | Luis Rojas · Venezuela · 24.48.                                                          | Kaio De Almeida · Brasil · 24.59.                                                               | Jader Souza · Brasil · 24.80.                                                                 |
| 100 m mariposa Detalle      | Kaio De Almeida · Brasil · 54.02.                                                        | Luis Rojas · Venezuela · 54.61.                                                                 | Albert Subirats · Venezuela · 54.91.                                                          |
| 200 m mariposa Detalle      | Kaio De Almeida · Brasil · 1:59.19.                                                      | Juan Valdivieso Arévalo · Perú · 2:02.33.                                                       | Lucas Salatta · Brasil · 2:03.92.                                                             |
| 200 m combinado Detalle     | Thiago Pereira · Brasil · 2:00.19.                                                       | Lucas Salatta · Brasil · 2:05.32.                                                               | Francisco Picasso · Uruguay · 2:09.41.                                                        |
| 400 m combinado Detalle     | Thiago Pereira · Brasil · 4:21.27.                                                       | Lucas Salatta · Brasil · 4:22.50.                                                               | Agustín Fiorilli Argentina 4:37.13.                                                           |
| 4 × 100 m libre Detalle     | Brasil · Jader Souza · Gustavo Borges · Rodrigo Castro · Thiago Pereira · 3:24.89.       | Venezuela · Albert Subirats · Octavio Alesi · Francisco Páez · Luis Rojas · 3:25.27.            | Argentina Sergio Ferreyra Joaquín Belza Fernando Aguilera José Meolans 3:27.24.               |
| 4 × 200 m libre Detalle     | Brasil · Thiago Pereira · Gustavo Borges · Rodrigo Castro · Bruno Bonfim · 7:35.31.      | Chile · Maximiliano Schnettler · Salvador Mallat · Carlos Castro · Giancarlo Zolezzi · 7:39.87. | Argentina José Meolans Luciano Sales Rubio Juan Martin Pereyra Agustín Fiorilli 7:41.24.      |
| 4 × 100 m combinado Detalle | Brasil · Alexandre Massura · Eduardo Fisher · Kaio De Almeida · Gustavo Borges · 3:44.37 | Argentina Eduardo Germán Otero Walter Arciprete José Meolans Fernando Aguilera 3:45.06.         | Venezuela · Gabrielle Tirabassi · Ramiro Palmar · Albert Subirats · Francisco Páez · 3:55.12. |

### Femenino
| Evento                      | Oro                                                                                     | Plata                                                                               | Bronce                                                                                 |
| --------------------------- | --------------------------------------------------------------------------------------- | ----------------------------------------------------------------------------------- | -------------------------------------------------------------------------------------- |
| 50 m libre Detalle          | Flavia Cazziolato · Brasil · 25.39.                                                     | Rebeca Gusmao · Brasil · 25.74.                                                     | Manuela Morano Argentina 26.77.                                                        |
| 100 m libre Detalle         | Rebeca Gusmao · Brasil · 56.69.                                                         | Flavia Cazziolato · Brasil · 57.41.                                                 | Diana López · Venezuela · 58.78.                                                       |
| 200 m libre Detalle         | Monique Ferreira · Brasil · 2:03.17.                                                    | Mariana Brochad · Brasil · 2:04.03.                                                 | Cecilia Biagioli Argentina 2:05.13.                                                    |
| 400 m libre Detalle         | Monique Ferreira · Brasil · 4:16.74.                                                    | Cecilia Biagioli Argentina 4:17.29.                                                 | Mariana Brochado · Brasil · 4:18.16.                                                   |
| 800 m libre Detalle         | Kristel Köbrich · Chile · 8:46.63.                                                      | Cecilia Biagioli Argentina 9:01.38.                                                 | Paola Duguet · Colombia · 9:02.77.                                                     |
| 1500 m libre Detalle        | Kristel Köbrich · Chile · 16:24.39.                                                     | Cecilia Biagioli Argentina 17:07.92.                                                | Nayara Ribeiro · Brasil · 17:13.65.                                                    |
| 50 m espalda Detalle        | Fabiola Molina · Brasil · 29.78.                                                        | Serrana Fernández · Uruguay · 30.07.                                                | Laura Crespo · Brasil · 31.32.                                                         |
| 100 m espalda Detalle       | Fabiola Molina · Brasil · 1:03.74.                                                      | Serrana Fernández · Uruguay · 1:06.05.                                              | Laura Crespo · Brasil · 1:06.27.                                                       |
| 200 m espalda Detalle       | Georgina Bardach Argentina 2:21.08.                                                     | Laura Crespo · Brasil · 2:23.25.                                                    | Laura Gómez · Colombia · 2:25.32.                                                      |
| 50 m pecho Detalle          | Valeria Silva · Perú · 33.30.                                                           | Agustina de Giovanni Argentina 33.36.                                               | Rebeca Gusmao · Brasil · 33.60.                                                        |
| 100 m pecho Detalle         | Javiera Salcedo Argentina 1:12.18.                                                      | Agustina De Giovanni Argentina 1:12.50.                                             | Valeria Silva · Perú · 1:13.58.                                                        |
| 200 m pecho Detalle         | Javiera Salcedo Argentina 2:36.42.                                                      | Agustina De Giovanni Argentina 2:37.78.                                             | Mónica Álvarez · Colombia · 2:40.28.                                                   |
| 50 m mariposa Detalle       | Natalia Grava · Brasil · 28.69.                                                         | Yamile Bahamonde · Ecuador · 28.80.                                                 | Manuela Morano Argentina 28.96.                                                        |
| 100 m mariposa Detalle      | Fabiola Molina · Brasil · 1:02.80.                                                      | Ivi Monteiro · Brasil · 1:03.49.                                                    | María Rodríguez · Venezuela · 1:04.38.                                                 |
| 200 m mariposa Detalle      | Georgina Bardach Argentina 2:14.58.                                                     | Monique Ferreira · Brasil · 2:16.69.                                                | Vanessa Dueñas · Colombia · 2:18.56.                                                   |
| 200 m combinado Detalle     | Georgina Bardach Argentina 2:16.92.                                                     | Joanna Maranhao · Brasil · 2:17.23.                                                 | Javiera Salcedo Argentina 2:22.97.                                                     |
| 400 m combinado Detalle     | Georgina Bardach Argentina 4:45.70.                                                     | Joanna Maranhao · Brasil · 4:46.01.                                                 | Lilian Cerroni · Brasil · 5:00.43.                                                     |
| 4 × 100 m libre Detalle     | Brasil · Mariana Brochado · Flavia Jesús · Natalia Grava · Flavia Cazziolato · 3:54.40. | Argentina Manuela Morano Cecilia Biagioli María Zabala Ximena Mascia 3:56.38.       | Venezuela · Ximena Vilar · Daniela Aponte · Yanel Pinto · Diana López · 4:00.41.       |
| 4 × 200 m libre Detalle     | Brasil · Ana Muniz · Mariana Brochado · Monique Ferreira · Joanna Maranhao · 8:29.34.   | Argentina Cecilia Biagioli María Zabala Ximena Mascia Johnson 8:40.41.              | Venezuela · Diana López · Daniela Aponte · Corina Goncalvez · Yanel Pinto · 8:44.32.   |
| 4 × 100 m combinado Detalle | Brasil · Fabiola Molina · Mariana Katsuno · Ivi Monteiro · Rebeca Gusmao · 4:16.16.     | Perú · Fátima Valderrama · Valeria Silva · María del Águila · María Wong · 4:28.65. | Venezuela · Francy Palma · Corina Goncalvez · María Rodríguez · Diana López · 4:28.89. |

## Medallero
- País local en negrita

| Núm.  | País      | Oro | Plata | Bronce | Total |
| ----- | --------- | --- | ----- | ------ | ----- |
| 1     | Brasil    | 26  | 15    | 15     | 56    |
| 2     | Argentina | 9   | 13    | 7      | 29    |
| 3     | Venezuela | 2   | 5     | 8      | 15    |
| 4     | Chile     | 2   | 3     | 1      | 6     |
| 5     | Perú      | 1   | 2     | 1      | 4     |
| 6     | Uruguay   | 0   | 2     | 1      | 3     |
| 7     | Colombia  | 0   | 0     | 5      | 5     |
| Total | Total     | 40  | 40    | 38     | 118   |